# Groeihormoon

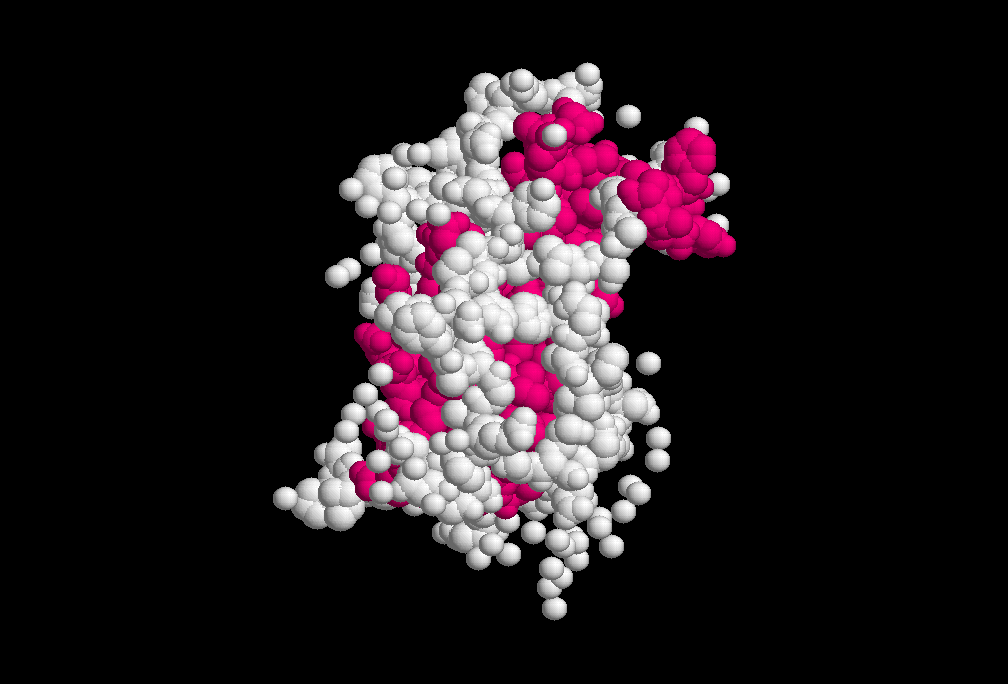
Groeihormoon

Een groeihormoon of somatotropine is een hormoon dat in het lichaam van een mens, dier of plant de groei stimuleert.

## Groeihormoon bij de mens
Het menselijk groeihormoon, afgekort tot GH of HGH uit '(humaan) groeihormoon', of somatotropine wordt aangemaakt in de hypofysevoorkwab. De belangrijkste functie is het stimuleren van de productie en afgifte van groeifactoren. Het groeihormoon beïnvloedt slechts enkele soorten cellen. Het heeft een directe werking op deze cellen in de weefsels. Een van de effecten van groeihormoon is de productie van insulinegelijkende groeifactor oftewel IGF-1. Dit eiwit heeft onder andere een opbouwende functie bij de botgroei.
Groeihormoon wordt niet gelijkmatig geproduceerd maar in korte pieken. De productie van groeihormoon vindt plaats bij lichaamsbeweging, stress en ongeveer twee uur na het inslapen. De afgifte wordt in de hersenen geregeld door twee stoffen: 'growth hormone-releasing hormone' of GHRH en somatostatine. Ze komen via speciale bloedvaten in de hypofyse. 'Growth hormone releasing factor' heeft als functie het stimuleren van de afgifte, terwijl somatostatine de afgifte juist afremt. In geval van een tekort aan groeihormoon is er sprake van groeihormoondeficiëntie. Bij een overproductie van groeihormoon is er sprake van gigantisme of (ná de puberteit) acromegalie. Doordat men na de puberteit is uitgegroeid op de handen, voeten en kaak na wordt deze ziekte gekenmerkt door een toename in de grootte van handen en voeten of een extreme groei van de kaak. Ook de organen kunnen in omvang toenemen. De overproductie van het groeihormoon wordt in deze patiënten veroorzaakt door een tumor in de hypofyse die continu groeihormoon blijft produceren.

## Diagnostiek van groeihormoontekort
Wanneer er een vermoeden bestaat van een tekort aan groeihormoon, kan de concentratie groeihormoon gemeten worden in het bloed. Een eenmalige meting van groeihormoon geeft weinig informatie, aangezien groeihormoon in pulsen wordt afgegeven waarbij de waarde per puls kan verschillen. Bovendien kan stress, bijvoorbeeld door een bloedafname, de groeihormoonafgifte bevorderen. In plaats daarvan wordt een functietest uitgevoerd of het gehalte van IGF-1 in het bloed gemeten. Tijdens de functietest wordt een stof toegediend die de groeihormoonafgifte in gezonde personen kan stimuleren. Voorbeelden zijn de clonidinetest, Arginineinfusietest, GHRH-argininetest, of L-DOPAtest. Als de groeihormoonconcentratie gedurende deze test niet stijgt of onder de grens van 10 mU/L kan er sprake zijn van deficiëntie. Aangezien de testuitslagen fout-negatief kunnen zijn zal een afwijkende test altijd bevestigd moeten worden met een tweede functietest.

## Toedienen van groeihormoon
Groeihormoon is zeer soort-specifiek. Dierlijk groeihormoon is niet geschikt voor humane therapie.
Tegenwoordig wordt groeihormoon geproduceerd via genetische modificatie. Hierdoor is de productie onafhankelijk van het beschikbare aantal donoren, is de productie prion-vrij en veilig, en is er veel meer hormoon beschikbaar. Daardoor zijn er veel meer medische toepassingen mogelijk. Bij kinderen met een groeiachterstand wordt groeihormoon bijvoorbeeld soms toegediend als medicijn.
Dit moet via injecties gebeuren aangezien het hormoon anders niet terecht komt in de bloedbaan. Groeihormoon is een eiwit dat, bij inname via de mond, in het darmkanaal wordt afgebroken.
Vroeger werd het groeihormoon uit de hypofyse van overleden mensen gehaald. Hier is men echter mee gestopt toen er door besmetting met de ziekte van Creutzfeldt-Jakob een aantal ontvangers aan deze ziekte overleden. Om een zekere hoeveelheid groeihormoon te bereiden zijn de hypofysen nodig van grote aantallen overledenen. Dan is het niet uit te sluiten dat er zich onder deze overledenen iemand bevond die lijdende was aan een prionziekte.
Lijders aan hypopituïtarisme hebben tevens een groeihormoontekort. Wanneer het hormoon bij hen niet meer toegediend wordt na de groeifase, dan kan er in een latere levensfase, vanaf ongeveer 35 jaar, epilepsie ontstaan. Bij late toediening van het hormoon, bijvoorbeeld vanaf 18 jaar, kan de groei-achterstand niet volledig worden weggewerkt; gezonde mensen groeien tot de leeftijd van 21 jaar.
Als er tussen 18 en 21 jaar vervolgens te veel groeihormoon wordt toegediend, zullen de ledematen buiten verhouding zijn; de romp en de ruggengraat zullen niet méér groeien dan bij de juiste toediening, maar de ledematen: armen, handen, vingers, benen, voeten, tenen groeien nog verder.
Indien het groeihormoon na de groeifase opnieuw gegeven wordt, dan zal de epilepsie langzaam verdwijnen. Daarbij duurt afbouw van de medicatie minimaal 10 jaar.

## Groeihormoon en veroudering
Menselijk groeihormoon wordt met spamberichten op het internet regelmatig aangeboden als wondermiddel, om verouderings-processen tegen te gaan. Wetenschappelijk onderzoek wijst echter uit dat dergelijke gezondheidsclaims niet op feiten zijn gebaseerd.

## Wijze van injecteren en kosten
Het groeihormoon (GH of HGH) werd vroeger intramusculair ingegeven. Dat gebeurde door een arts of een verpleegkundige. In de beginperiode, vanaf 1972, toen het groeihormoon nog uit de hypofyse van overledenen gehaald werd, moest men 2 tot 3 inspuitingen per week krijgen. Dat was een kostbare zaak. In België was de prijs toen ongeveer 8.000 Bfr (200 euro) per inspuiting. Voor de meeste mensen met groeihormoontekort werd het hormoon betaald door het ministerie van Volksgezondheid of door de universiteit waar de behandeling plaatsvond.
Vanaf 1990 kon men het groeihormoon aanmaken via biotechnologische weg. In België werden testen uitgevoerd aan de universiteiten van Leuven en Gent vanaf 1995. Sinds 1998 wordt het groeihormoon subcutaan ingespoten door de patiënt zelf. Het groeihormoon wordt in België terugbetaald door de ziekteverzekering (volledige terugbetaling wanneer de patiënt jonger is dan 21 jaar en gedeeltelijke terugbetaling bij andere patiënten). In België moeten wel attesten afgeleverd worden door de adviserende geneesheer van het ziekenfonds.